# Walter Fasano
Walter Fasano (* 10. April 1970 in Bari) ist ein italienischer Filmeditor und Drehbuchautor.
Fasano hat u. a. mit Luca Guadagnino, Ferzan Özpetek, Lucio Pellegrini, Marco Ponti und Maria Sole Tognazzi zusammengearbeitet.

## Leben
Walter Fasano studierte an der Universität Bologna. Sein Diplom erhielt er am DAMS in Bologna mit einer Arbeit über den italienischen Kriminalfilm der siebziger Jahre. Danach studierte er Filmschnitt am Centro Sperimentale di Cinematografia (Scuola Nazionale di Cinema) in Rom bei Roberto Perpignani.
Seine berufliche Karriere begann er als Editor von Video-Clips und Werbefilmen. 1997 engagierte ihn der italienische Experimental- und Undergroundfilmer Tonino De Bernardis für den letzten Teil seiner Filmtrilogie Sorrisi asmatici, die nur auf Filmfestivals und in Kunstgalerien und Museen gezeigt worden ist.
Mit dem 14-minütigen Kurzfilm Qui (1997) und dem Spielfilm The Protagonists (1999) begann seine langjährige Kooperation mit dem Regisseur Luca Guadagnino, mit dem er an insgesamt zwölf Filmen als Editor und als Drehbuchautor zusammengearbeitet hat, zuletzt an der Neuverfilmung von Dario Argentos Horrorfilm Suspiria von 1977 und dem Kurzfilm The Staggering Girl (2019).
2018 wurde er gemeinsam mit Luca Guadagnino in die Academy of Motion Picture Arts and Sciences berufen, die jährlich die Oscars vergibt.
Im Jahr 2022 wurde Fasano in die Jury für Kurz- und mittellange Filme (Pardi di domani) des 75. Filmfestivals von Locarno berufen.

## Preise und Auszeichnungen
- 2014 Italian National Syndicate of Film Journalists, Silver Ribbon, Nomination: Best Documentary About Cinema (Miglior Documentario sul Cinema) zusammen mit Luca Guadagnino, für Bertolucci on Bertolucci

## Filmografie (Auswahl)
- 1997: Qui – Regie: Luca Guadagnino
- 1999: The Protagonists – Regie: Luca Guadagnino
- 2000: L’uomo risacca (Kurzfilm) – Regie: Luca Guadagnino
- 2001: Rote Karte für die Liebe (Santa Maradona) – Regie: Marco Ponti
- 2002: Hermano – Regie: Giovanni Robbiano
- 2003: Mundo civilizado – Regie: Luca Guadagnino
- 2004: The Card Player – Tödliche Pokerspiele (Il cartaio)
- 2004: A/R: Andata+ritorno – Regie: Marco Ponti
- 2005: Ti piace Hitchcock? (TV-Spielfilm) – Regie: Dario Argento
- 2005: Melissa P. – Mit geschlossenen Augen (Melissa P.) – Regie:Luca Guadagnino
- 2007: The Mother of Tears (La terza madre)
- 2008: L'uomo che ama – Regie: Maria Sole Tognazzi
- 2009: Ich bin die Liebe (Io sono l’amore) – Regie:Luca Guadagnino
- 2012: A magnificent haunting – Regie: Ferzan Özpetek
- 2013: Bertolucci on Bertolucci (Dokumentarfilm) – Regie:Luca Guadagnino
- 2015: Antonia – Regie: Ferdinando Cito Filomarino
- 2015: A Bigger Splash – Regie:Luca Guadagnino
- 2017: Call Me by Your Name – Regie:Luca Guadagnino
- 2018: Respiri – Regie: Alfredo Fiorillo
- 2018: Suspiria – Regie:Luca Guadagnino
- 2019: The Staggering Girl (Kurzfilm) – Regie:Luca Guadagnino
- 2019: Das Spiel des Killers – 5 ist die perfekte Zahl (5 è il numero perfetto) – Regie: Igor Tuveri
- 2020: Undergods – Regie: Chino Moya
- 2020–2022: Mord in Genua – Ein Fall für Petra Delicato (Petra, Miniserie)
- 2021: Beckett – Regie: Ferdinando Cito Filomarino
- 2021: America Latina – Regie: Damiano und Fabio D’Innocenzo
- 2024: Dostoevskij (Dostoevsky, Fernsehserie) – Regie: Damiano und Fabio D’Innocenzo